# Langues éthiosémitiques
Les langues éthiosémitiques, dites également afrosémitiques ou moins précisément éthiopiques, sont une famille de langues parlées principalement en Éthiopie et en Érythrée. Elles forment avec les langues sudarabiques anciennes et modernes la branche méridionale de la famille des langues sémitiques.
Les plus importantes d'entre elles sont le guèze (qui n'est plus parlé mais conservé comme langue liturgique), le tigrigna (langue majoritaire de l'Érythrée), l'amharique (langue de travail du gouvernement fédéral de l'Éthiopie), le tigré et les langues gouragué. Elle s'écrivent dans l'alphasyllabaire guèze et ses adaptations.

## Composition de la famille
Au début des années 1970, Wolf Leslau puis Robert Hetzron proposent de subdiviser cette famille en deux branches principales (septentrionale et méridionale), mais cette conception ne fait pas l'unanimité. Elle est reprise par Grover Hudson en 2000, qui distingue dans la branche méridionale le transversal (éventuellement oriental) du périphérique (ou occidental).
Hetzron confirme que l'hypothèse proposée par Ullendorf en 1955, qui fait du guèze un proto-éthiosémitique, est erronée.
- Branche septentrionale
  - Guèze – éteint, mais conservé comme langue liturgique par l'Église éthiopienne orthodoxe, l'Église érythréenne orthodoxe, l'Église catholique éthiopienne et les Falachas
  - Tigrigna
  - Tigré
  - Dahlik

- Branche méridionale
  - Groupe transversal ou oriental
    - Amharique–argobba
      - Amharique
      - Argobba

    - Harari-gouragué oriental
      - Harari
      - Gouragué oriental
        - Silt'e (dialectes : Ulbare, Wolane, Inneqor)
        - Zway ou Zay

  - Groupe périphérique ou occidental
    - Groupe n:
      - Gafat – éteint
      - Gouragué septentrional ou Kistane (dialectes : Soddo, Goggot)

    - Groupe tt : Gouragué occidental
      - Inor (dialectes : Ennemor, Endegegn, Gyeto)
      - Mesmes (en) – éteint
      - Meskan
      - Sebat Bet Gouragué (dialectes : Chaha, Ezha, Gumer, Gura)